# Sant Privat e lo Dragon
Saint-Privat-du-Dragon és un municipi francès situat al departament de l'Alt Loira i a la regió d'Alvèrnia-Roine-Alps. L'any 2007 tenia 172 habitants.

## Demografia

### Població
El 2007 la població de fet de Saint-Privat-du-Dragon era de 172 persones. Hi havia 79 famílies de les quals 24 eren unipersonals (20 homes vivint sols i 4 dones vivint soles), 31 parelles sense fills, 16 parelles amb fills i 8 famílies monoparentals amb fills.
La població ha evolucionat segons el següent gràfic:
Habitants censats

### Habitatges
El 2007 hi havia 136 habitatges, 81 eren l'habitatge principal de la família, 32 eren segones residències i 22 estaven desocupats. Tots els 135 habitatges eren cases. Dels 81 habitatges principals, 72 estaven ocupats pels seus propietaris, 8 estaven llogats i ocupats pels llogaters i 2 estaven cedits a títol gratuït; 1 tenia una cambra, 4 en tenien dues, 12 en tenien tres, 23 en tenien quatre i 42 en tenien cinc o més. 57 habitatges disposaven pel capbaix d'una plaça de pàrquing. A 41 habitatges hi havia un automòbil i a 29 n'hi havia dos o més.

### Piràmide de població
La piràmide de població per edats i sexe el 2009 era:
| Homes | Edats   | Dones |
| ----- | ------- | ----- |
| 0     | 95 o +  | 0     |
| 0     | 90 a 94 | 0     |
| 4     | 85 a 89 | 0     |
| 0     | 80 a 84 | 0     |
| 8     | 75 a 79 | 16    |
| 8     | 70 a 74 | 4     |
| 8     | 65 a 69 | 0     |
| 4     | 60 a 64 | 12    |
| 4     | 55 a 59 | 4     |
| 8     | 50 a 54 | 4     |
| 8     | 45 a 49 | 8     |
| 4     | 40 a 44 | 4     |
| 8     | 35 a 39 | 8     |
| 8     | 30 a 34 | 4     |
| 8     | 25 a 29 | 4     |
| 0     | 20 a 24 | 4     |
| 8     | 15 a 19 | 4     |
| 4     | 10 a 14 | 12    |
| 8     | 5 a 9   | 8     |
| 0     | 0 a 4   | 0     |

## Economia
El 2007 la població en edat de treballar era de 106 persones, 71 eren actives i 35 eren inactives. De les 71 persones actives 68 estaven ocupades (38 homes i 30 dones) i 3 estaven aturades (2 homes i 1 dona). De les 35 persones inactives 20 estaven jubilades, 7 estaven estudiant i 8 estaven classificades com a «altres inactius».

### Ingressos
El 2009 a Saint-Privat-du-Dragon hi havia 78 unitats fiscals que integraven 161,5 persones, la mediana anual d'ingressos fiscals per persona era de 12.115 €.

### Activitats econòmiques
Dels 8 establiments que hi havia el 2007, 3 eren d'empreses de construcció, 1 d'una empresa de comerç i reparació d'automòbils, 1 d'una empresa de transport, 1 d'una empresa d'hostatgeria i restauració, 1 d'una empresa d'informació i comunicació i 1 d'una empresa immobiliària.
Dels 3 establiments de servei als particulars que hi havia el 2009, 2 eren paletes i 1 guixaire pintor.
L'any 2000 a Saint-Privat-du-Dragon hi havia 29 explotacions agrícoles que ocupaven un total de 1.219 hectàrees.

## Equipaments sanitaris i escolars
El 2009 hi havia una escola elemental integrada dins d'un grup escolar amb les comunes properes formant una escola dispersa.

## Poblacions més properes
El següent diagrama mostra les poblacions més properes.